# Cronologia de incidentes terroristas
Esta é a cronologia de incidentes terroristas.

## Década de 1920
- 13 de dezembro de 1921: 100 soldados e policiais são mortos por uma bomba lançada pelos separatistas da Bessarábia no palácio de Bolgrad.[1][2]

## Década de 1980
- 23 de junho de 1985: Um Boeing 747 da Air India explode no ar ao largo da costa da Irlanda, matando todos os 329 ocupantes a bordo. Dois extremistas Sikh são acusados de colocar uma bomba no avião da Air India.[1][3]
- 21 de dezembro de 1988: Um Boeing 747 da Pan Am cai na cidade de Lockerbie, na Escócia, após ser destruído por uma bomba. Todos os 259 ocupantes a bordo morrem, incluindo os 189 americanos.[1][4]

## Década de 1990
- 26 de fevereiro de 1993: Uma bomba explode no estacionamento do segundo edifício do World Trade Center, deixa seis mortos e mais de 1 000 feridos. Seis suspeitos são acusados de participar do bombardeio. O sétimo suspeito, Abdul Rahman Yasin, ainda está foragido.[5]
- 19 de abril de 1995: Um caminhão alugado cheio de explosivos explode em um edifício federal de Oklahoma City, deixando 168 mortos e quase 700 feridos. O autor do ataque é Timothy McVeigh, ex-soldado do Exército Americano e condenado à morte por injeção letal em 2001.[5][6]
- 25 de julho de 1995: Um atentado na estação de metrô de Saint-Michel, em Paris, mata oito e fere mais de 150 pessoas.[7][8]
- 27 de julho de 1996: A bomba explode no Centennial Olympic Park, em Atlanta, durante os Jogos Olímpicos de Verão. O suspeito, Eric Robert Rudolph, é condenado à prisão perpétua.[5]

## Década de 2000
- 11 de setembro de 2001: Os três aviões sequestrados por um grupo de terroristas, batem nas Torres Gêmeas do WTC, em Nova York, e no Pentágono, e um outro deles cai no interior da Pensilvânia, deixando 2 977 pessoas mortas.[5][7]
- 11 de março de 2004: Uma série de bombas explode em um ataque coordenado em três estações de trem e metrô de Madri, deixando 192 mortos e 1876 feridos.[1][9]
- 1 a 3 de setembro de 2004: Um grupo dos rebeldes chechenos armados invadem a escola de Beslan, na Ossétia do Norte, e fazem 1181 reféns.[1][10]
- 7 de julho de 2005: Os terroristas suicidas atacam na estação de metrô e um ônibus no centro de Londres, matando 52 pessoas.[8]

## Década de 2010
- 15 de abril de 2013: As bombas explodem perto da linha de chegada da Maratona de Boston, matando três e ferindo ao menos 264.[5]
- 7 de janeiro de 2015: Dois terroristas invadem o escritório do jornal satírico Charlie Hebdo em Paris, matando 11 pessoas, no início de três dias de terror.[8]
- 16 de julho de 2015: Um tiroteio contra duas instalações militares em Chattanooga, no estado do Tennessee, nos Estados Unidos, deixa cinco mortos, entre quatro militares e o agressor.[5][11]
- 22 de março de 2016: Três explosões no aeroporto e em uma parada do centro de metrô de Bruxelas deixam 31 mortos e 150 feridos.[8]